# Kumarghat
Kumarghat é uma cidade e uma nagar panchayat no distrito de Tripura do Norte, no estado indiano de Tripura.

## Demografia
Segundo o censo de 2001, Kumarghat tinha uma população de 11 591 habitantes. Os indivíduos do sexo masculino constituem 52% da população e os do sexo feminino 48%. Kumarghat tem uma taxa de literacia de 79%, superior à média nacional de 59,5%: a literacia no sexo masculino é de 83% e no sexo feminino é de 76%. Em Kumarghat, 12% da população está abaixo dos 6 anos de idade.